# Related
Related fue una comedia dramática estadounidense que se emitió por la WB Television Network durante la temporada 2005-2006. Trata de la vida de cuatro hermanas muy unidas, italianas aunque criadas en Brooklyn, que viven en la ciudad de Nueva York.
La serie fue producida por Liz Tucillo, ex-escritora de Sex and the City y su productora ejecutiva fue Marta Kauffman, la cocreadora de Friends. A pesar de haber ascendido, los ratings iniciales no garantizaron a la serie una segunda temporada cuando la WB networks se fusionó con la CW.

## Personajes principales
- Ginnie (Jennifer Esposito) – Ginnie, la mayor de las hermanas Sorelli (30 años), es una ambiciosa abogada de una gran empresa. Ginnie es la única hermana casada y en el episodio premiere, se entera de que está embarazada; sin embargo, tiempo después lo pierde.
- Bob Spencer (Callum Blue) – Bob es inglés y es el marido de Ginnie. Trabaja como ingeniero de software en la industria de la música.
- Ann (Kiele Sanchez) - Ann, de 26 años, es la segunda hermana. Es una terapeuta especializada en travestis. Cuando era más joven tuvo un aborto.
- Marjee (Lizzy Caplan) - Marjee tiene 23 años. Al principio de la serie trabaja como organizadora de fiestas e invita a salir al novio de su jefa Jason. Recientemente Marjee renunció a su trabajo y comenzó negocios junto a Jason.
- Rose (Laura Breckenridge), es la menor de las hermanas Sorelli: tiene 19 años. Es estudiante universitaria y asiste a la Universidad de Nueva York. Originalmente tenía un postítulo en medicina, pero luego, cambió su objetivo principal a la actuación, en contra de los deseos de su padre.

- Datos: Q1434127